# Powell (wyspa)
Powell – trzecia co do wielkości wyspa Orkadów Południowych. Do archipelagu roszczą sobie prawa Argentyna, uznająca go za część Antarktydy Argentyńskiej, oraz Wielka Brytania, uznająca go za część Brytyjskiego Terytorium Antarktycznego. Na mocy postanowień traktatu antarktycznego wszelkie roszczenia zostały czasowo zawieszone, gdyż wyspa leży na południe od równoleżnika 60° S.

## Historia
Wyspa została odkryta w grudniu 1821 roku przez wyprawę Nathaniela Palmera i George'a Powella. Powell naniósł ją na mapę, jednak nie nazwał. Jej współczesna nazwa, nadana na jego cześć, po raz pierwszy pojawiła się na mapie Admiralicji z 1839 roku.
W latach 20. XX wieku u wybrzeży wyspy działali wielorybnicy, którzy pozostawili po sobie porzucony sprzęt.

## Środowisko naturalne
Wyspa jest skalista, wydłużona, w dużej części pokryta lodem. Ma 13 km długości i 4 km szerokości. Jej najwyższe wzniesienie sięga 620 m n.p.m. Roślinność wyspy ma charakter tundrowy, jest zachowana w stanie nienaruszonym.
Na wyspie powstał Szczególnie Chroniony Obszar Antarktyki nr 111 (Southern Powell Island and adjacent islands). Obejmuje on 18 km², w tym południową część wyspy i sąsiednie wysepki (Fredriksen Island, Michelsen Island, Christoffersen Island, Grey Island). Chroni on najdłużej obserwowaną kolonię uchatki antarktycznej, oraz pingwinów maskowych, pingwinów Adeli i pingwinów białobrewych, wśród których gniazduje kilka par pingwinów złotoczubych. Na tym obszarze gnieżdżą się także liczne ptaki morskie, głównie petrele. Przypuszczalnie występują tu także liczne stawonogi, podobnie jak na wyspie Signy.